# Bank Anglii

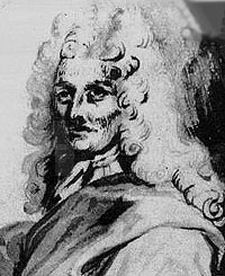
William Paterson

Bank Anglii (ang. Bank of England) – bank centralny Wielkiej Brytanii.
Bank Anglii pełni rolę doradcy rządowego w sprawach polityki pieniężnej i, na ile to możliwe, stabilizuje walutę, ustalając odpowiednie stopy procentowe. Do jego klientów należą też banki komercyjne oraz banki centralne innych państw. W podziemnych skarbcach przechowywane są narodowe rezerwy złota. W innym bezpiecznym miejscu poza Londynem bank ten nadzoruje drukowanie banknotów. 
Bank został utworzony w 1689 roku. Na początku był podmiotem prywatnym. W 1946 roku został upaństwowiony przez rząd Clementa Attleego.

## Historia

### XVII wiek
W XVII wieku w Londynie większość operacji bankowych przeprowadzali złotnicy. System ten funkcjonował dość dobrze, dopóki monarchowie z dynastii Stuartów nie zaczęli „zapominać” o zaciągniętych pożyczkach. Najwięksi finansiści w końcu zbankrutowali, a kraj rozpaczliwie potrzebował środków na prowadzenie wojny z Francją.
Jeszcze zanim Wilhelm III Orański i Maria II Stuart wspólnie objęli tron w 1689 roku, pilnie apelowano o założenie banku narodowego, który dysponowałby kapitałem państwa i gromadził jego fundusze. Pomimo silnej konkurencji spośród różnych projektów przedłożonych w parlamencie przyjęto propozycję szkockiego kupca Williama Petersona. Londyńczyków poproszono o pożyczenie 1 200 000 funtów. W zamian za to rząd miał wypłacić udziałowcom ośmioprocentowe odsetki i stworzyć spółkę o nazwie The Governor and Company of the Bank of England. Pieniądze wpłynęły w ciągu dwóch tygodni i w roku 1694 Bank Anglii otworzył swe podwoje. Pierwszym gubernatorem banku został John Houblon, który został przedstawiony na banknocie 50-funtowym z roku 1990.

### XVIII wiek
Na początku klientom wpłacającym do banku funty, szylingi i pensy wydawano pokwitowania odręcznie napisane na papierze bankowym. Każdy posiadacz takich „banknotów” mógł je później wymienić na złoto albo monety. Oczywiście gdyby wszyscy zażądali swoich pieniędzy jednocześnie, bank by upadł. I kilka razy o mało do tego nie doszło. Na przykład w roku 1797 wojna z Francją doprowadziła kraj na krawędź ruiny finansowej. Kiedy inwestorzy w panice wycofali swe oszczędności, w banku wyczerpała się gotówka i przez następne 24 lata musiał on nominować pieniądze o niskim nominale zamiast pieniądza kruszcowego. Naprędce robione banknoty okazały się dużą pokusą dla fałszerzy. Ale w tamtych czasach prawo było surowe. Za fałszowanie pieniędzy powieszono przeszło 300 ludzi.
Bank borykał się jeszcze z innymi kłopotami. W roku 1780 podczas zamieszek ulicznych w Londynie (tzw. „Rozruchy Gordona”) próbowano szturmem zdobyć jej siedzibę. Od tamtej pory aż do roku 1973 każdej nocy oddział żołnierzy patrolował teren wokół budynku, żeby zagwarantować bezpieczeństwo skarbu państwa.
Gdy premier Robert Walpole rzucił hasło utworzenia funduszu amortyzacyjnego (sinking fund) i gdy wprowadzono ideę długu narodowego (National Debt) (też XVIII w.), Bank Anglii grał tu kluczową rolę. Na mocy reformy karty założycielskiej z roku 1781 bank odpowiadał też za parytet złota. W 1797 okazało się, że wojna tak zmniejszyła rezerwy złota, ze zabroniono dyrektorom banku wypłacać złoto według parytetu. Zakaz trwał w mocy do roku 1821.
Karta założycielska banku została odnowiona w roku 1742, a następnie w latach 1764 i 1781.

### XIX i XX wiek
W XIX wieku funt brytyjski oraz banknoty puszczane w obieg przez Bank Anglii stały się najmocniejszą walutą na świecie. Sytuację tę zmieniła jednak I wojna światowa. Olbrzymie koszty, jakie za sobą pociągnęła, zrujnowały gospodarkę kraju. Wielu inwestorów zaczęło gorączkowo wymieniać banknoty na złote monety, aż w końcu ich zabrakło. Wprowadzono więc banknoty o niskim nominale, a używane na co dzień złote monety raz na zawsze odeszły w zapomnienie. W 1931 roku Wielka Brytania całkowicie zarzuciła parytet złota, co oznacza, że wartość funta szterlinga nie odpowiadała już określonej ilości kruszcu.

## Siedziba
Bank został wybudowany na ruinach starożytnej rzymskiej świątyni Mitry (Temple of Mithras), w dzielnicy Walbrook. Mitra był bowiem uważany za boga i patrona umów handlowych. Czterdzieści lat później, w roku 1734 siedzibę banku przeniesiono na jej dzisiejsze miejsce na Threadneedle Street. Bank przebudował w XX wieku Herbert Baker, niszcząc większość fasady historycznej (XVIII-wiecznej) autorstwa Johna Soane’a.
Gmach, w którym bank mieści się od lat 30. XX wieku, ma siedem kondygnacji i ogromne skarbce leżące głęboko pod ziemią. Budynek zajmuje powierzchnię 12 000 metrów kwadratowych.

## Kierownictwo Banku Anglii

### Naczelnicy Banku Anglii
- John Houblon (1694–1697)
- William Scawen (1697–1699)
- Nathaniel Tench (1699–1701)
- John Ward (1701–1703)
- Abraham Houblon (1703–1705)
- James Batemann (1705–1707)
- Francis Eyles (1707–1709)
- Gilbert Heathcote (1709–1711)
- Nathaniel Gould (1711–1713)
- John Rudge (1713–1715)
- Peter Delme (1715–1717)
- Gerard Conyers (1717–1719)
- John Hanger (1719–1721)
- Thomas Scawen (1721–1723)
- Gilbert Heathcote (1723–1725)
- William Thompson (1725–1727)
- Humphry Morice (1727–1729)
- Samuel Holden (1729–1731)
- Edward Bellamy (1731–1733)
- Horatio Townshend (1733–1735)
- Bryan Benson (1735–1737)
- Thomas Cooke (1737–1740)
- Delillers Carbonnel (1740–1741)
- Stamp Brooksbank (1741–1743)
- William Fawkener (1743–1745)
- Charles Savage (1745–1747)
- Benjamin Longuet (1747–1749)
- William Hunt (1749–1752)
- Alexander Sheafe (1752–1754)
- Charles Palmer (1754–1756)
- Matthews Beachcroft (1756–1758)
- Merrick Burrell (1758–1760)
- Bartholomew Burton (1760–1762)
- Robert Marsh (1762–1764)
- John Weyland (1764–1766)
- Matthew Clarmont (1766–1769)
- William Cooper (1769–1771)
- Edward Payne (1771–1773)
- James Sperling (1773–1775)
- Samuel Beachcroft (1775–1777)
- Peter Gaussen (1777–1779)
- Daniel Booth (1779–1781)
- William Ewer (1781–1783)
- Richard Neave (1783–1785)
- George Peters (1785–1787)
- Edward Darell (1787–1789)
- Mark Weyland (1789–1791)
- Samuel Bosanquet (1791–1793)
- Godfrey Thornton (1793–1795)
- Daniel Giles (1795–1797)
- Thomas Raikes (1797–1799)
- Samuel Thornton (1799–1801)
- Job Mathew (1801–1802)
- Joseph Nutt (1802–1804)
- Benjamin Winthrop (1804–1806)
- Beeston Long (1806–1808)
- John Whitmore (1808–1810)
- John Pearse (1810–1812)
- William Manning (1812–1814)
- William Mellish (1814–1816)
- Jeremiah Harman (1816–1818)
- George Dorrien (1818–1820)
- Charles Pole (1820–1822)
- John Bowden (1822–1824)
- Cornelius Buller (1824–1826)
- John Baker Richards (1826–1828)
- Samuel Drewe (1828–1830)
- John Horsley Palmer (1830–1833)
- Richard Mee Raikes (1833–1834)
- James Pattison (1834–1837)
- Timothy Abraham Curtis (1837–1839)
- John Rae Reid (1839–1841)
- John Henry Pelly (1841–1842)
- William Cotton (1842–1845)
- John Benjamin Heath (1845–1847)
- William Robinson Robinson (kwiecień–sierpień 1847)
- James Morris (1847–1849)
- Henry James Prescot (1849–1851)
- Thomson Hankey (1851–1853)
- John Gellibrand Hubbard (1853–1855)
- Thomas Matthias Weguelin (1855–1857)
- Sheffield Neave (1857–1859)
- Bonamy Dobrée (1859–1861)
- Alfred Latham (1861–1863)
- Kirkman Daniel Hodgson (1863–1865)
- Henry Lancelot Holland (1865–1867)
- Thomas Newman Hunt (1867–1869)
- Robert Wigram Crawford (1869–1871)
- George Lyall (1871–1873)
- Benjamin Buck Greene (1873–1875)
- Henry Hucks Gibbs (1875–1877)
- Edward Howley Palmer (1877–1879)
- John William Birch (1879–1881)
- Henry Riversdale Grenfell (1881–1883)
- John Saunders Gilliat (1883–1885)
- James Pattison Currie (1885–1887)
- Mark Wilks Collet (1887–1889)
- William Lidderdale (1889–1892)
- David Powell (1892–1895)
- Albert George Sandeman (1895–1897)
- Hugh Colin Smith (1897–1899)
- Samuel Steuart Gladstone (1899–1901)
- Augustus Prevost (1901–1903)
- Samuel Hope Morley (1903–1905)
- Alexander Falconer Wallace (1905–1907)
- William Middleton Campbell (1907–1909)
- Reginald Eden Johnston (1909–1911)
- Alfred Clayton Cole (1911–1913)
- Walter Cunliffe (1913–1918)
- Brien Cokayne (1918–1920)
- Montagu Norman (1920–1944)
- Thomas Sivewright Catto, 1. baron Catto (1944–1949)
- Cameron Cobbold (1949–1961)
- George Rowland Stanley Baring, 3. hrabia Cromer
(1 lipca 1961–1966)
- Leslie Kenneth O’Brien (1966–1973)
- Gordon Richardson (1973–1983)
- Robin Leigh-Pemberton (1983–1993)
- Edward George (1993–30 czerwca 2003)
- Mervyn King (1 lipca 2003–1 lipca 2013)
- Mark Carney (1 lipca 2013–15 marca 2020)
- Andrew Bailey (16 marca 2020–nadal)

### Główny kasjer Banku Anglii
- John Kendrick 1694
- Thomas Speed 1694–1699
- Thomas Madockes 1699–1739
- James Collier (pomagał mu Daniel Race) 1739–1751
- Ellas Simes (pomagał mu Daniel Race) 1751–1759
- Daniel Race 1759–1775
- Charles Jewson 1775–1778
- Abraham Newland 1778–1807
- Henry Hase 1807–1829
- Thomas Rippon 1829–1835
- Matthew Marshall 1835–1864
- William Miller 1864–1866
- George Forbes 1866–1873
- Frank May 1873–1893
- Horace George Bowen 1893–1902
- John Gordon Nairne 1902–1918
- Ernest Musgrave Harvey 1918–1925
- C.Patrick Mahon 1925–1929
- Basil G. Catterns 1929–1934
- Kenneth O. Peppiatt 1934–1949
- Percival S. Beale 1949–1955
- Leslie K. O’Brien 1955–1962
- Jasper Q. Hollom 1962–1966
- John S. fforde 1966–1970
- John B. Page 1970–1980
- David H.F. Somerset 1980–1988
- G. Malcolm Gill 1988–1991
- Graham E.A. Kentfield 1991–1998
- Merlyn Lowther 1999–2003
- Andrew Bailey 2004–2011
- Chris Salmon 2011–2014
- Victoria Cleland 2014-2018
- Sarah John 2018–

## Inne informacje
W skarbcach Banku Anglii było przechowywanych ponad 100 ton złota należących do Narodowego Banku Polskiego, które wchodzą w skład oficjalnych aktywów rezerwowych Polski. 25 listopada 2019 prezes NBP Adam Glapiński poinformował o zakończeniu procedury sprowadzenia złota z Banku Anglii do kraju. Wartość przetransportowanego kruszcu szacowana jest na 18 mld zł.